# 幽霊画
幽霊画（ゆうれいが）とは、江戸時代から明治時代にかけて描かれた日本画や浮世絵の様式のひとつ。幽霊絵ともいわれ、あらゆる絵画の中でも最も難しい技法とされる。

## 概要
文字通り死者の魂、幽霊を描いた絵を指す。一つのジャンルをなすほどに多く描かれており、怪異物で知られる葛飾北斎、歌川国芳、月岡芳年らが多くの作品を残している。ただし鶴屋南北の『東海道四谷怪談』が流行して以来、南北の影響は錦絵の上においても顕著で、この「四谷怪談」だけでも北斎の「百物語」をはじめとして、歌川国貞、豊原国周、河鍋暁斎、伊藤晴雨など、幕末から明治時代にかけて多数のお岩が描かれることになった。

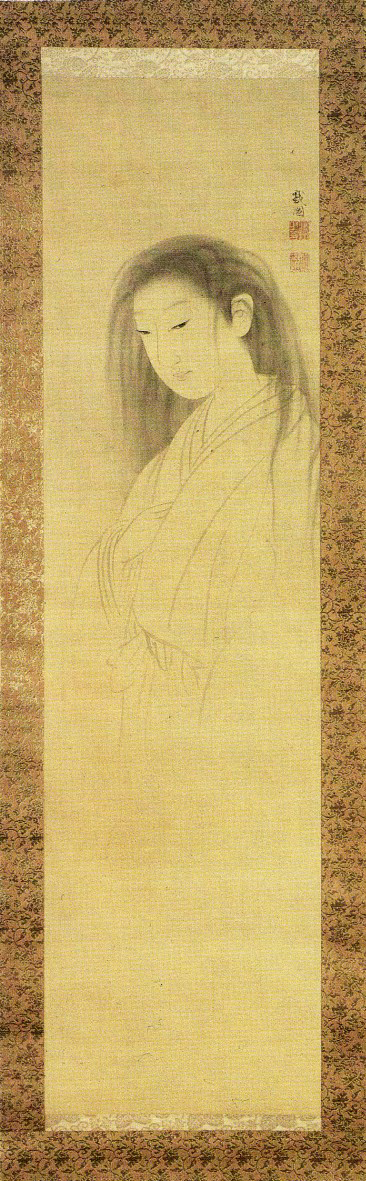
『幽霊図(お雪の幻)』円山応挙筆カリフォルニア大学バークレイ美術館所蔵